# Saison 2 de Désenchantée
Chronologie
Saison 1
La deuxième saison de Désenchantée, série télévisée américaine, est diffusée en deux parties, la première le 15 janvier 2021 et la deuxième à venir sur Netflix, dans le monde entier.

## Distribution

### Voix originales
- Abbi Jacobson : la princesse Bean
- Eric André : Luci et Pendergast
- Nat Faxon : Elfo
- John DiMaggio : le roi Zø
- Maurice LaMarche : Odval
- Tress MacNeille : la reine Oona et Prince Derek
- Matt Berry : le prince Merkimer
- Sharon Horgan : la reine Dagmar

### Voix françaises
- Laetitia Coryn : la princesse Bean
- Thierry Wermuth : Elfo et Cloyd
- Christophe Lemoine : Luci et Fugo
- Michel Vigné : le roi Zøg, Pendergast, Chazz et Dieu
- Barbara Beretta : Bunty, la reine Dagmar, Archidruidesse, Kissy l'elfe et la Fée
- Michel Mella : Sorcerio, Superviso, Dalor et Stan le bourreau
- Pierre-François Pistorio : le prince Merkimer, Odval, Héraut, Omer et le roi Elfe
- Stéphanie Lafforgue : la reine Oona, Enchanteresse et Tess
- Emmanuel Garijo : Sven
- William Coryn : voix additionnelles

Version française
Société de doublage : Deluxe Media Paris
Direction artistique : William Coryn

## Production

### Diffusion
La série est diffusée exclusivement sur Netflix dans le monde entier.

## Liste des épisodes

### Troisième partie

#### Épisode 1:Le Blues du mal du pays souterrain
- Monde : 15 janvier 2021 sur Netflix

#### Épisode 2:Toi, tu es Bean
- Monde : 15 janvier 2021 sur Netflix

#### Épisode 3:Choubeanette enquête
- Monde : 15 janvier 2021 sur Netflix

#### Épisode 4:Steamland Confidential
- Monde : 15 janvier 2021 sur Netflix

#### Épisode 5:Quel cirque…
- Monde : 15 janvier 2021 sur Netflix

#### Épisode 6:Le Grand Plongeon
- Monde : 15 janvier 2021 sur Netflix

#### Épisode 7:Sacré Coup de lune
- Monde : 15 janvier 2021 sur Netflix

#### Épisode 8:Copains comme cochon
- Monde : 15 janvier 2021 sur Netflix

#### Épisode 9:La Folie du roi Zøg
- Monde : 15 janvier 2021 sur Netflix

#### Épisode 10:La Descente de Bean
- Monde : 15 janvier 2021 sur Netflix